# Phaeoceros minutus
Phaeoceros minutus là một loài rêu trong họ Anthocerotaceae. Loài này được S.W. Arnell mô tả khoa học đầu tiên.. Danh pháp khoa học của loài này chưa được làm sáng tỏ. 